# クリスタニア
『クリスタニア』とは、水野良を含む複数のクリエイターが創作した架空世界「フォーセリア」における1つの大陸。もしくは、その大陸（クリスタニア大陸）を舞台とする一連の物語のこと。後者はクリスタニア・サーガとも呼ばれる。

## 概要
物語としての『クリスタニア』は、『ロードス島戦記』や『ソード・ワールド』と姉妹作の関係にあり、それぞれが「フォーセリア」における別の地域を舞台としている。
『ロードス島戦記」と同様に、当初はテーブルトークRPG (TRPG) リプレイ（実況記事）として発表され、小説版は当初フォーセリア世界の生みの親の一人である水野良が執筆を担当していたが、途中からグループSNEの若手作家で構成されたクリスタニアチームのシェアード・ワールド小説として展開することとなった。
シリーズ完結編である『秘境伝説クリスタニア』以外は全て小説として発表されたが、水野良が多忙なため彼が担当する予定の小説版秘境伝説の執筆がされないままシリーズ休止状態が続いていた。そして、2012年に水野の公式ブログにおいて現状で新刊を出しても売上げが見込めず、執筆するだけの時間的余裕がないとの作者側判断から「電撃文庫より続刊は出さない」という発表が行われた。未完部分の「あらすじ」「構想」「設定」等はいずれ水野の個人サイトで公開したいとしている。
TRPGシステムとしては『クリスタニアコンパニオン』『クリスタニアRPG』などの名で発売されている。
メディアミックス展開として、漫画やアニメ（映画、OVA）があるほか、ラジオ放送も行っていた。

## シリーズ一覧
順序は作品内における年代順である。
黒衣の騎士
ロードス島戦記の外伝であるが、暗黒の民のベルディア上陸を描いたエピソードがあり、神王伝説などの前史と見ることができる。
はじまりの冒険者たち 〜レジェンド・オブ・クリスタニア〜
新しき民とクリスタニア原住民たちとの最初の接触を描いた物語。小説版は下記の『神王伝説』へ続く形で終わっているため、単体としては未完ともとれる。
神王伝説クリスタニア
上記『はじまりの冒険者たち』をクリスタニア原住民たちの視点から描いた物語。『はじまりの冒険者たち』では描かれなかった神王との決着までが描かれている。
英雄伝説クリスタニア
レードンが真紅の皇帝となる過程の物語。短編集を除けば、下地となるリプレイやアニメ化などメディアミックス展開のない、唯一のクリスタニア・サーガ。
漂流伝説クリスタニア
はじまりの冒険者たちがクリスタニアに登ってから10年後、再び開かれた道を登りクリスタニアに赴いた若者たちの物語。クライマックスにおいてクリスタニアは周期の束縛から解放され、文字通り歴史の流れに「漂流」することとなる。
漂流伝説続編
構想のみ存在。ダナーンに帰還したレイルズが王になるまでが描かれる、と関連書籍で語られていたが、具体化されていない。
蟻帝伝説クリスタニア
ラブラドル地方を支配する真紅の皇帝と、帝国に侵略されたスループ王国を解放するべく戦う者たちの物語。リプレイ版での真紅の皇帝は邪悪な意思をうかがわせていたが、小説版ではそこに至るまでのレードンの物語（『はじまりの冒険者たち』『神王伝説』『英雄伝説』）が丹念に描かれたためか、描写が大きく異なっている。
黄金伝説クリスタニア
『蟻帝伝説』にて戦死したテューレが蘇生儀式の費用で背負った借金返済のため、幻の黄金郷を目指す物語。小説版では借金返済の設定は無くなり、王命を自分の手で果たせぬまま終わったことで自分の生きる道を見失っていた騎士テューレが新たな目的を見出して再起する物語となっている。
封印伝説クリスタニア
『はじまりの冒険者たち』『漂流伝説』と並んでクリスタニアの歴史に大きな転換期をもたらしたストーリー。『はじまりの冒険者たち』でクリスタニア人にとって未知の魔法（神聖魔法）を使ったために封印されたアデリシアや、同様に混沌ではないのに誤って封印された者達を救うため、すべての封印を解放しようとするかつての冒険者たちと、解放を阻止しようとする神獣の民との間に立たされたリュース達の苦悩と決断を描く。
これまでの物語では（『神王伝説』を除き）新しき民のキャラクターが主人公ポジションとして描かれていたが、本作以降はクリスタニア原住民である鬣の部族の青年リュースが主人公となる。また以降の物語は連続性の強い物語となっており、リュースは最後まで主人公として描かれている。
暗黒伝説クリスタニア
神獣の民との共存へ方針転換した暗黒の民、あくまでもクリスタニア全土の支配を望む猛虎の部族、そして封印から解放された妖魔王を得た妖魔たちがついに決裂をおこす。暗黒の民から救援を求められたリュースは大きな決断を迫られることになる。
傭兵伝説クリスタニア
『暗黒伝説』から1年後。暗黒の民と神獣の民は同盟を結ぶ。ここまでの物語で成長したリュースはついに獣の牙の一団を率いる「ベルディア砦」の幹部にまで昇進する。彼は団長として部下たちに命令を下し、各地の混乱を収めていくが、その中で、傭兵たちは古代魔法王国の生き残りが猛虎の民と手を組み、王国の再建を企んでいることを知る。その企みを阻止すべく立ち上がった傭兵たちは、再建の第一歩として造られていた魔力の塔を破壊することに成功する。また、魔法王国の軍勢に攻められたベルディア砦も勝利を収めた。そして、リュースたちは最後の戦いに向き合うべく、敵の本拠地である亜空間要塞に侵入する。だが、そこで待っていたのは「神殺し」と呼ばれるドラゴンだった。
リプレイ版では、読者から投稿されたキャラクターたちをそれまでのプレイヤーが部下として選出し、演ずるという一風かわった形のリプレイになっている。小説版もそれにともない、短編集に近いかたちでさまざまなキャラクターたちが描かれた。
秘境伝説クリスタニア
クリスタニア・サーガのラストエピソード。それまでまったく謎とされていた南クリスタニア大陸にやってきたリュースたち。そこで未知の神獣の民たちと接触していくが、そのなかでクリスタニアのみならずフォーセリア世界全土を巻き込む最大の事変に直面することとなる。
クライマックスでは複合神獣（魔神獣）が現れ、これにどう対処していくのか……と課題を残したところで終結している。その解決方法は小説版『秘境伝説』で描かれるのか、はたまた別のタイトルを冠した作品で描かれるのか、明らかにされていない。
リプレイ版では、序盤はリュースたちがメインとなっているが、中盤では『傭兵伝説』同様に読者からの募集キャラクターを扱っている。また文庫リプレイには南クリスタニアの神獣たちのTRPG用データも一部収録されている。

## 世界設定
フォーセリア世界の南部に位置する大陸クリスタニア。外部から完全に隔離されていたその大陸は、かつて神話の時代に光の神々と闇の神々が戦った際にどちらにも属せずに世界創造を継続しようとした中立の神々が作り上げた世界が広がっていた。
クリスタニアの中では、神々の大戦の際に闇の陣営の神々が放った神殺しの竜から身を隠すために、神の肉体を捨てて動物の肉体に魂を移した中立の神々「神獣（しんじゅう）」が君臨し、それに付き従う人々「神獣の民」が生活していた。
神獣たちはクリスタニアを外部から完全に隔離し、周期と呼ばれる歴史を循環するシステムを構築することで完成された世界を創造しようとしていた。しかしクリスタニアの完全性は絶対ではなく、神獣同士の対立や離反によって外界の住民の進入を許しており、クリスタニアの秩序は乱れていた。
クリスタニアシリーズの各ストーリーでは、「隔離されていた世界（クリスタニア）」と「外の世界の住人（暗黒の民、新しき民）」の接触を発端とする、クリスタニアの外界への開放と、異なる価値観を持つ人々同士の対立と和解の物語が描かれている。

## 神獣

### 神獣王
神獣の中でも特に中心的な役割を持つ5柱の神々を「神獣王」と呼ぶ。
周期の神獣王 森の銀狼フェネス
周期と月、秩序、狩人を司る。至高神ファリスの弟。従う眷族はシルバーウルフ。神々の大戦において中立神達を率いてクリスタニアに逃れてきた。クリスタニア世界の創造主とも呼べる偉大な神であり「神獣の長」とも呼ばれる。
イスカリア地方中部にて銀狼の部族を従え、クリスタニアの周期を創り上げていたが、周期が失われた後は民に対し「クリスタニアの未来を示せ」と命じている。
アレクラスト大陸でも、知名度は低く信者は少ないものの、月を司る神として知られている。また、獣人（ライカンスロープ）の守護神である、邪神「名も無き狂気の神」の実体であるなどとも語られている。
支配の神獣王 密林の猛虎バルバス
支配と権力と復讐を司る。従う眷族はサーベルタイガー。神々の大戦においては「竜王と敵対する者」と呼ばれていた。
ベルディア地方にて猛虎の部族を従え、「周期が他を支配するに値する」と判断していた間は「周期による支配」の守護神となっていた。
純白の大白鳥フーズィーによる「周期からの離脱」に端を発する神獣間の論争では、「新しい周期の確立」を主張して「従来の周期の維持」を主張するフェネスと激しく対立した。クリスタニアに漂流してきた暗黒の民との出会いを契機に「（従来の）周期が他を支配するに値しない」として周期から離脱。「漂流王」との取引でその体を奪い、神獣ではなく神としての力を取り戻した「神王」として自身がクリスタニアを支配することを決意する。
結界の神獣王 虹色の大蛇ルーミス
結界と不変、無限を司る。従う眷族はレインボウサーペント。竜王を召喚する者とも呼ばれる。「神々の城壁」と呼ばれるクリスタニア大陸を結界で覆い、外界から遮断した。
世界を閉ざす役割を担っており、「物質」「妖精」「精霊」の三界も彼の結界が作り出している。また、世界の果てにある「氷」「炎」「風」「水」の4つの門を作ったのも彼であり四大精霊を守護する存在でもある。
イスカリア地方東部にて大蛇の部族を従え、結界内部に入り込んだ侵入者を排除させていた。また、周期が失われた後も世界の変化を望まず、引き続き侵入者の排除を命じている。
結界が開かれる前のダナーンでは、「神の結界の雲中に住む人食い蛇の化け物」として噂されていた。
戦いの神獣王 土色の牙猪ブルーザ
戦いと怠惰を司る。従う眷族はタスクボーア。本来は戦神マイリーの従属神であり中立神では無いが、怠惰ゆえに神々の大戦の際には遅れてしまい、主人であるマイリーを見失ってしまう。しかし戦神の従者としての使命から逃げる中立神のしんがりを務めて追手の竜王達と最後まで戦い、多くの中立の神々を守った。
ワイアーナ地方北部にて牙の部族を従え、戦の無いときは怠ける事を推奨する。
礎の神獣王 眠れる灰色熊ウルス
封印と浄化を司る。従う眷族はグリズリー。ルーミスの結界からにじみ出た混沌や邪悪を浄化する役を担い「内なる守りの神獣王」と呼ばれる。追手の竜王達の中で、唯一神獣の正体を見抜いた「百の目を持つ竜王アルゴス」をその能力を用いて封印し、以後浄化のため長い眠りについていた。
フィンガル地方にて封印の部族を従え、結界内に進入した混沌などを封印・浄化させている。
性格面では寛厚で心優しい神獣であり、「はじまりの冒険者」達の言い分を真剣に聞いたり、自らの行いに悩んでいたコラードを慰撫したりするなど、個人個人の思想や感情も比較的重視している。

### 主な神獣

#### ダナーン地方
純白の大白鳥フーズィー
慈愛と悲哀、魂を司る。従う眷族はノーブルスワン。「魂の運び手」と呼ばれ、死者の魂を導く役割を担っていた。
ダナーン地方にて大白鳥の部族を従えていたが、ある大周期で民に降りかかると予定された災厄を避けるため周期から離反し、未知の運命に民の命運を託した。しかしその300年後、災厄とは別の流行り病によって大白鳥の民は全滅した。
その後、海を漂流していた者たちを発見し、オールギンの結界を破ってダナーンに導き「新しき民」として受け入れた。以後、神とは明かさず密かに新しき民を見守っていたが、ダナーンの直系の王族のみを新たなる従者としており、クリスタニアの言語などを授けていた。
なお、周期から離反した際、クリスタニア本土に残された民がごく僅かにおり、混沌として封印の民に封印されたが、結果的に封印伝説の時代に解放されている。

#### フィンガル地方
凶兆の大鴉アルケナ
運命と時間を司る。従う眷族はレイブン。「運命の告知者」と呼ばれ、神々の大戦も予知していた。また混沌に属するもので神々にも操ることのできなかった「時」の一部を解明したとされる。
時の謎に挑むものとして繰り返す歴史である周期には関心が無かった。したがって周期の失われた世界を歓迎している。
フィンガル地方南部の森にて影の部族を従え、未来を予知するために瞑想を行い、民に情報収集を行なわせている。また魔法王国と縁の無いクリスタニアに古代語魔法をもたらしたため、影の部族には魔術師（呪術使い）が多い。
枝角の大鹿ラフォンテール
逃亡と自由のほか森や泉を司る。従う眷族はマーブルディアー。神話の時代のラフォンテールは最も美しい女神だったとされ、多くの求愛者から逃れるうちに逃亡による自由に目覚め、「永遠の逃亡者」と呼ばれる様になった。
フィンガル地方北部の森にて枝角の部族を従え、困難や試練から逃げることは、新たな未来や可能性を見出す事に通じると説いている。

#### イスカリア地方
白頭の大鷲フォルティノ
名誉と法、治安を司る。従う眷族はホワイトヘッド・イーグル。始源の巨人の瞳から生まれ、「秩序の監視者」として神話の時代には物質、妖精、精霊の三界を監視していた。神々の大戦で闇の神々の動きをいち早く知らせ、クリスタニアに逃れる際は竜王の動きを監視していた。
イスカリア南西部の岩山にて孤高の部族と亜人バードマンを従え、周期の時代にはクリスタニア全体を監視して、秩序の乱れを排除する役割を負っていた。周期が失われた後は、孤高の民に「監視すべき新しい秩序を見出せ」という使命を与えている。
中立の神々がクリスタニアに最初に降り立った場所で、今も石化した骸が残る「風の峯」はフォルティノの聖地とされ、そこから「始まりの地の守護者」との異称が生まれた。
双尾の狐スマーシュ
両面性や商業、虚偽を司る。従う眷族はツインテイル・フォックス。言葉の二面性に気付き、「双面の民」に言葉の二面性を使いこなす術を授けた。「チャ・ザの不実なる従僕」とも呼ばれる。
イスカリア北西部の草原にて双面の部族を従え、自給自足が主流のクリスタニアで、商業面を一手に担当していた。
最初にベルディアの侵攻に晒され、対抗手段として「獣の牙」の結成を呼びかけて主に後方支援を受け持っていたが、後にベルディア側に寝返る。
夢幻の胡蝶レスフェーン
夢と幻を司り、「幻の支配者」と呼ばれる。従う眷族はナイトパピヨン。その身を混沌界に置き、混沌の力が物質界に入り込まないように防止する役割を担っている。
イスカリア北西部の「夢幻の森」にて胡蝶の部族を従え、人間の内に存在する混沌から目を背けないように、そして混沌に呑まれないように説いている。
地底の大環蟲バイアード
輪廻と大地を司る。従う眷族はアースウォーム。地底の支配者であり、「地底の支配者」「生と死の主人」とも呼ばれる。
イスカリアの地底にて地底の部族と亜人ケーブマンを従え、全てを一旦土に返して、そこから新たな命を生み出すことを役割としている。
なお、大地母神マーファも「死者は大地に還り、新たな再生を迎える」と説いており、その教義や大地を司ることなどから、マーファ神に極めて近い存在であることが判る。

#### ベルディア地方
沈黙の鸚鵡タルキィー
言葉と精神を司る。従う眷族はサイレント・パロット。「禁断を知るもの」と呼ばれ、世界を解きほぐす言葉を知るとされる。また「神獣の使者」としての神獣同士の意思疎通の役割を担う。
ベルディア地方にて沈黙の部族を従え、言葉の不完全さを知る故に沈黙の部族に言葉を使う事を禁じ、一種のテレパシーの様な意思疎通能力を与えた。
バルバスによる周期からの離脱に巻き込まれ、望まずして周期から離脱してしまった。
妖眼の斑猫メルキシュ
知識と秘密、謎や光と闇の精霊力を司る。従う眷族はリュンクス。「悟りし者」「真の知識神」と呼ばれる。その知識はラーダをも凌いでいる言われる。神話の時代に元来は知恵の神であったラーダと知識神の座を懸けてのリドル(謎かけ)の勝負（要はクイズ合戦）を行い敗れ、知識神の座を奪われた為に「ラーダにやぶれし者」とも呼ばれる。敗因はラーダに頼まれた盗みの神によって問題に対する答えを盗まれてしまった為とも、ラーダが知らない知識が一つだけであったので、逆に推測がついたためとも言われている。
ベルディア地方にて悟りの部族を従え、今もクリスタニアのあるべき姿を探求している。
タルキィーと同じく、バルバスによる周期からの離脱に巻き込まれ、望まずして周期から離脱してしまった。

#### ワイアーナ地方
黒鹿毛の神馬シルヴァリ
移動と交渉、輸送を司る。従う眷族はムスタング。「調停者」と呼ばれており、神々の大戦でも最後まで調停に努めた。
ワイアーナ地方南部の草原にて蹄の部族を従え、他の神獣の民の紛争を調停している。
周期の失われた後も戦乱の続くクリスタニアの現状を憂い、争いを沈めるため調停に奔走している。
金色の獅子ディレーオン
栄光と権威を司る。従う眷族はゴールドライオン。「承認者」と呼ばれる。神々の間で議論が起こる場合は必ずディレーオンが議長となり、自らの意見を持たず、他の神々の意見を聞いたうえで最終的に「承認」を降す。ディレーオンの承認が無い決定は権威を持たないとされる。神々の大戦勃発時、暗黒神ファラリスはディレーオンが承認した和平を破ったことで、以後「邪神」と呼ばれるようになった。
神獣となってからも彼の役割は変わらず、フェネスを神獣の長と認めたのも、周期の終わりを認めたのも彼である。
ワイアーナ地方南部の草原にて鬣の部族を従え、他の神獣の民の提案を承認すると共に、承認した事を援助する役割を負っている。「獣の牙」の各砦の団長は鬣の部族の者が就任する伝統があり、これはディレーオンへの敬意と従者である鬣の部族の役割との兼ね合いからきている。

#### ラブラドル地方
真紅の蟻帝クロイセ
社会と組織を司る。従う眷族はクリムゾンアント。かつては大地母神マーファの従属神だったと言われている女神。
クリスタニアの完全性に疑問を持ち独自に更に完成された世界を作り出す為に社会性を重視して個々の役割が決まった閉鎖社会をつくりあげたが、個々の自立を望むようになる。後にラブラドル地方に民を置く事が南への移住を求める古の民の通行を妨げ無用な争いの種になっているとの進言を入れて南クリスタニアへの民の移住を決意する。
社会性を持った生物である蟻から蟻の亜人ミュルミドンを創造。「真紅の部族」の人間とミュルミドンを従えて、規律正しい社会をつくりあげた。

#### 南クリスタニア
洞窟の大蝙蝠ラナディー
中立と中庸を司る。従う眷族はグレイバット。神話の時代に光と闇双方の陣営に所属していたため、「太古より中立を守る者」と呼ばれる。
フラーラ地方で皮翼の民を従え、今でも中立を保っている。
断崖の大山羊サータリア
献身と自己犠牲を司る。従う眷族はワイルドゴート。神殺しの竜から逃げる際にも最後尾に立ち、他の神々が逃げる時間を稼いだことから「身を挺する者」と呼ばれる。
エイラト地方で双角の部族と亜人ロックイーターを従えていたが「終末のもの」の出現に際しロックイーターは離反している。
守りの針鼠ソルソ
防御と住処を司る。従う眷族はレッドヘッジホッグ。外界から侵入するものを排除する役を担う。
針鼠の部族を従えエイラト地方中部の岩の森に集落を築いている。
略奪の大蝗セトラント
略奪と掃討を司る。従う眷族はジャイアントルーマー。「流浪の狩人」と呼ばれる。
従う蝗の部族は各地で略奪をすると同時に混沌を狩りたてている。
伝達の白鳩コスタル
平和と安寧を司る。従う眷族はパールピジョン。平和を愛する優しい神でありマーファの従属神でもある。また、情報を伝える役割を持ち「伝える者」と呼ばれる。
従えるファルーサ地方の白鳩の部族は南クリスタニアで最も大きな勢力を持っていたが、封印を解かれた神殺しの竜アルゴスによりその肉体を失う。
瑠璃色の尾長燕リュティーク
旅立ちを司る。従う眷族はロングテイルスワロー。マーファの従属神でもある女神。
「人生とは出生から死まで長い旅であり、逃れることはできない」と教えるため、従う旅立ちの部族も各地で旅の生活を送っている。
初出は「クリスタニアRPG」掲載のサンプルシナリオ。
双角の野牛モスコス
迷宮を司る。従者は「双角の部族」であり、「断崖の大山羊サータリア」に仕える民と同名だが別の部族。
リプレイ版の漂流伝説にのみ名前が登場。秘境伝説では南クリスタニアに眷族が居る。

#### 外海
彷徨の巨鯨オールギン
守りと警備、潮流を司り、「外なる守りの神獣」と呼ばれる。神話の時代にはより高位の神を守る神であった。しかし、神々の大戦により守護すべき存在を失い、中立の神々と行動を共にした。元の姿は逞しい体躯の巨神であり、その巨大な体が追手の目印になる事を恐れて上陸することなく神獣になり、クリスタニアの沖合いにとどまった。
眷属オルカを率いて、クリスタニアに接近する者を排除する役割を担っていたが、「フーズィーの周期からの離脱」後に起こった神獣間の不和ではバルバスに同調して役割を放棄したことで、後に暗黒の民の船団がクリスタニアに接近することが可能になった。
ウルスと同じく浄化の力を持っている。神であった頃はどのような手段で浄化の力を振るっていたかは不明だが、神獣となってからは対象を丸呑みする事で体内にて浄化を行っていた。浄化の性能に関しては「浄化の眠り」を必要としない利点があるものの性能は落ち、クリスタニアに属する者とアンデッドは浄化できずに体内に存在し続けていた。リプレイではこれが元で体調を崩してしまい。リュース達に頼んで誤って飲み込んだワイアードの従者のケーブマン達の救出とアンデッドの退治を依頼した。
これらの他にも多くの神獣が存在する。

### 神獣以外の神々
- ダナーンやベルディアではフォーセリアの他の地域のように、六大神やその他の神々がそれぞれに信仰されている。マーモを祖とするベルディアでは、暗黒神ファラリスの信仰も認められている。
- フォレースル地方の「古の民」は、「エンシェント・ゴッド」という独自の信仰体系を持っている。崇める神そのものはアレクラスト大陸や「新しき民」と同じだが、肉体を失った神を受け入れた「新しき民」たちと異なり、神々がかつてのような肉体をもった存在として復活することを願っている。故に自ら肉体を放棄した神獣を受け入れておらず、また「新しき民」とも信仰上は相容れない。それぞれの神殿や特定の信仰対象を持ちながらも、多神教的な信仰もしている。個々の神々の教義も他の文化圏とは趣きを異にしている。というのも彼等から見ると他の文化圏での教義は人間があとから都合の良いように作り変えたものであり、自分達の教義こそが真に神々から伝えられた正しい教義であるというのが彼等の主張である。例えば、暗黒神ファラリスは他の文化圏では「汝の欲するところを為せ」と全ての欲望を肯定し、どのような邪悪な振る舞いをも容認しているとされているが、エンシェント・ゴッドにおける教義では「欲望に溺れた人間は獣に等しい。理知的であれ」と欲望を容認しながらもその中でも理性を保った行動を信者に求めているとされている。またチャ・ザに商売の神としての神格が無かったり、ファリスに法の神としての神格が無かったり、ラーダが知識の神というより知恵の神として信仰されていたりする。（なお、神々の側としては教義の違いは些細なものであるらしく、「古き民」にも「新しき民」にも加護を与えている）

### 複合神獣(魔神獣)
終末の巨人に属するもの。様々な動物を合わせたような姿をしている。そのため、様々な動物が眷属として存在する。
同じく終末の巨人に属する複合精霊のアトンが魔精霊と呼ばれるように、魔神獣と呼ばれる。魔神（デーモン）たちの故郷である魔界に住む獣であり眷属の「魔神獣（アザービースト）」とは同字異義（「魔・神獣」と「魔神・獣」の違い）。

## 地理
クリスタニア大陸はフォーセリア世界のロードス島より更に南に位置する。基本的に海岸線は全て高い絶壁の結界となっていた。形としては瓢箪のように二つの楕円がくっついたような形で南北に分かれ、北部にダナーン・ベルディアの両半島が存在する。元来は「ルーミスの結界」により海から隆起し、断崖で阻まれ、周囲上空には毒の雲が覆い物理的に侵入を拒み、更に「遠見の魔法」なども魔力によって阻んでいた。漂流伝説のエピローグで「ルーミスの結界」はなくなり、海の高さにまで降り毒雲も晴れることになる。

### 北クリスタニア
ダナーン地方
大陸最北端の半島。周期からの離脱を決意したフーズィーの力で海の高さにまで降りた。イスカリア地方と接しているが、境界は「ルーミスの結界」が解かれるまで踏破不能だった。
「大白鳥の部族」が死滅した後、新しき民が漂着してダナーン王国を作った。王都はスパイアー。フェネスによってダナーン地方のハーク村とクリスタニアのイスカリア地方との間に1本の道が作られた。
イスカリア地方
北クリスタニアの北部。神殺しの竜から逃れた神々が最初に降り立った「会合の地」があり、神々の骸が巨像群としてそびえている。西北の草原に「双面の部族」、中央の森林に「銀狼の部族」、東部の湖沼に「大蛇の部族」、西南の山岳に「孤高の部族」、地下に「地底の部族」が住むほか「胡蝶の部族」が住む。
ベルディア地方
北クリスタニア北西部。周期からの離脱を決意したバルバスの力で海に高さにまで降りた。イスカリア地方・フォレースル地方・フィンガル地方と接しており、「ルーミスの結界」が解かれるまでは断崖絶壁だったが、イスカリア地方との境界には虎の爪痕のような三本の道が穿たれ、クリスタニア本土への侵入経路となっていた。北は半島、南は山脈になっていて、ほかは主に密林が広がっている。
原住民である「猛虎の部族」「沈黙の部族」「悟りの部族」に加え、漂流王と共にやってきた暗黒の民と妖魔たちが住むベルディア帝国がある。王都はドートン。なお、ベルディアとは「ベルドの私領」の意味を持ち、漂流王による命名である。暗黒の民の漂着以前は「エルナンド」と呼ばれていた。
ワイアーナ地方
北クリスタニアの東部。北部の丘陵地帯は豊かな食物に恵まれており、「牙の部族」が怠惰な暮らしをしている。南部の草原では、「蹄の部族」が遊牧を、「鬣の部族」が狩猟をして生活している。
フィンガル地方
北クリスタニアの西部。鬱蒼とした古代樹の大原生林に覆われている。北部の広葉樹林帯に「枝角の部族」が、南部の針葉樹林帯に「影の部族」が住むほか、「封印の部族」が生活している。
フォレースル地方
北クリスタニアの中央に位置する山に囲まれた盆地。ホール湖という巨大な塩湖がある。「古の民」の人間の王国スループの他にドワーフ、エルフなどが住んでいて、ドワーフは雪の溶けない高山である西部の「白と灰色の山脈」に、エルフは北部の「杖の森」に住んでいる。ラブラドル地方との境界であるレナード河には河人が住んでいる。
ラブラドル地方
北クリスタニアの南端。南クリスタニアとつながる大地峡地帯。岩砂漠が多い不毛の土地。
「真紅の部族」が住んでおり、レードンが皇帝になってからは「ラブラドル」ではなく「帝国」と呼んでいた。
他の部族に南クリスタニアへの進出を望む気運が高まり、真紅の民も閉鎖的ではいられず部族外との接触が避けられなくなったため、旧来の生活を望む民は南クリスタニアに新天地を求めて旅立った。

### 南クリスタニア
閉鎖的な真紅の部族がラブラドル地方に居たため北クリスタニアとの交流はなく、北クリスタニアのものにとっては未知の世界となっている。「蝗の部族」や「旅立ちの部族」など定住せずに放浪生活をする部族も存在する。東部など未探索地域は詳細が明かされていない。
ファルーサ地方
南クリスタニアの北部。「白鳩の部族」などが住む。最も早く「獣の牙」との交流が持たれ砦が設けられることになった。
フラーラ地方
南クリスタニアの南部。洞窟に住む「皮翼の部族」などが居る。
エイラト地方
南クリスタニアの西部。高地に住む「双角の部族」、「岩の森」に住む「針鼠の部族」などが居る。

## 部族
神獣の民
神獣に従うものたち。特に神獣により力を授けられたものは、「能力(タレント)」と呼ばれる特殊能力を使用可能で、「獣人(ビーストマスター)」と呼ばれ、「獣人化(パーシャル・ビースト)」や「変身(ビースト・フォーム)」を行う者もいる。また神獣により創造された亜人が共に暮らしている部族もある。
それぞれに仕える神獣から与えられた使命を持っており、互いに相手の部族の使命を尊重している。
ただし、猛虎の民とは敵対関係であり否定的で、双面の民に対しては裏切りの過去がある為懐疑的であり全面的に尊重というわけではない。
各神獣の項を参照。
古の民
フォレースル地方に住む人々。六大神などの神々を信じる人間や、杖の森のエルフ、白と灰色の山脈のドワーフがいる。
古の民は獣の肉体の神である神獣を認めず服従を拒んでおり、その為にかつて神獣の民とエルフ・ドワーフを巻き込んでの大規模な戦争も行っている。今でもかつての神々の復活を祈っている。
河人
かつて神獣の民だったが、神獣を信じるのをやめて水上生活者になった人々。河は常に流れる変化を象徴し混沌に属するという思想から、クリスタニアの各地の河でイカダを浮かべて暮らしている。
暗黒の民
約300年前にベルディア地方に漂着したものたちの子孫。
漂流王を象徴として猛虎の部族と共存し、妖魔を従えてクリスタニアを侵略していたが、漂流王が神王バルバスとして目覚めて再び眠りについた後に決別。決別後は漂流王を帝国の皇帝としつつも民の結束の為に皇帝の代理人として王の位を設けて騎士団長ディラントが騎士王として統治している。
妖魔とも決別して、神獣の民との共存の道を歩み出した。
新しき民
約200年前にダナーン地方に漂着したものたちの子孫。周期の崩壊後は漂流伝説の主人公レイルズが当時軟禁されていた女王ジェシスと結婚しダナーン王となり銀狼の部族と交流、暗黒の民に獣の民との和解を薦めるなど新しいクリスタニアの平和に尽力する事となる。
妖魔
暗黒の民とともに漂着したものたち。ゴブリンやダークエルフなど。
封印から解かれた妖魔王に走りベルディアと決別、妖魔王が妖精界に帰った後は野に散った。
古代王国の魔術師
ここではクリスタニア侵攻を企んだカストゥール王国の侵攻部隊に所属していた者達。封印の部族によってクリスタニアに開かれた次元のゲートが封印され、更に本国も魔力の塔もろとも崩壊した為に異次元に閉じ込められ彷徨っていたが、混沌の解放によりクリスタニア側のゲートが開き復活した。全員が魔法王国末期の国民の為、魔力の塔が存在しない現代では魔法は使えなくなっている。膨大な魔法の知識と魔法の品々を所有しており猛虎の民や暗黒の民の一部の魔術師と結託してクリスタニアを支配する為に策謀している。
古代王国の国民は魔法の力で発展し、世界をひとつに纏め、竜王すら支配下におく存在であった為、魔法を貴んでおり魔法を仕えない者を蛮族として蔑む傾向がある
とは言え、既に本国は滅び、魔法も使えない自分達が圧倒的劣勢と少数である事を痛感し、神獣の民や新しき民、彼らと和平が成った暗黒の民と協調すべきであるとするグループもまた存在している。
獣の牙
周期から離脱したバルバスによって、ベルディア地方から猛虎の部族と暗黒の民がイスカリア地方へと侵攻を始めると、その矛先となった双面の部族はこれに対抗する傭兵団「獣の牙」の結成を他の部族に呼びかけた。
結成当初は規模こそ小さかったが、集まった傭兵の中には各部族のエリートである「獣人（ビーストマスター）」も参加しておりその戦力は高かった。一時はベルディア勢力の侵攻を食い止めていたが、突然の双面の部族の裏切りとバルバスの奇跡に襲われ、いくつかの砦が壊滅させられたが、それでも獣の牙は屈することなく砦は再建された。獣の牙はもはや単なる傭兵団ではなく、クリスタニアを守るためにすべての部族が力を合わせて団結する象徴となっていた。
ダナーンよりやってきた戦士レイルズにより、以前から問題となっていた獣の牙の補給体制や組織、戦術が大幅に改良された。
暗黒の民と獣の牙との同盟が結成されてからは、獣の牙の戦う主な対象が、これまで通りの猛虎の民に加え、封印の民の覚醒によって開放された混沌やベルディアと決別した妖魔となった。
終末のもの
魔神獣の思念を受けてその従者になった者たちや、魔神獣によって創造された亜人や眷属。

## 周期
周期は神獣王フェネスがつくったもので、1日にあたるものは小周期、1ヶ月にあたるものは月周期、1年にあたるものは太陽周期と呼ばれる。小周期は、日中にあたるものを光の半周期、夜にあたるものを闇の半周期と呼ぶ。太陽周期は四季にあたるものがあり、氷の季節、水の季節、炎の季節、風の季節の4つが順番に巡る。通常は周期と言えば太陽周期か大周期を指す。
大周期は数百年単位の長い周期で、神獣の民は死後、次の周期がめぐれば数百年の周期の中で予定された同じ境遇に生まれ変わって同じ人生を過ごして同じ死を迎えることになる。災厄なども予定されたものが発生する。しかし周期は完全ではなく、様々な要因によって少し違った出来事が起こる。そのため大蛇の部族や封印の部族は、周期を乱すと思われる物を混沌と呼んで排除する。また神獣たちは周期の終わりのたびに会合を開いて、次の周期を定めるにあたって話し合う。

### 戦乱の大周期
周期から外れている「古の民」をクリスタニアから排除することが決定され、虹色の大蛇ルーミスと大蛇の民が先頭に立った。「古の民」側は暗黒神ファラリスの神官王、偉大な魔術師、ハイエルフの長老、ドワーフの族長らが立ち上がり、彼らの魔法は神獣ルーミスですら深く傷くほどであった。双方が行使した巨大な力はクリスタニア全土に天変地異を起こし、各地で多くの死傷者を出すに至った。事態を重く見た神獣王フェネスは、戦いをやめるようルーミスに命じた。
また、約700年前にフーズィーが大白鳥の民に襲うことが予定されていた災害を憂いて、ダナーン地方を周期から離脱させた。
フーズィーの離脱により神獣たちの周期に対する不満が表面化して、バルバスが従来の周期の撤廃による新しい周期を求めたがフェネスは受け入れずに再び従来の周期を定めた。

### 不平の大周期
- 約500年前：新しい周期が始まったが、密林の猛虎バルバスの意見に同調したオールギンなどの神獣たちは課せられた役割を放棄した。
- 約400年前：ダナーン地方に海から未知の疫病が伝染して、大白鳥の民が全滅。
- 約350年前：暗黒の民が漂着。バルバスがエルナンドと呼ばれていた地方を周期から離脱させた。この際バルバスはイスカリアとの境となる絶壁に爪をたて、3本の道を作った。
- 約300年前：ベルディア帝国がクリスタニアのイスカリア地方へ侵攻開始。ベルディア地方に接するイスカリア地方の北西部に住む「双面の部族」は、これに対して傭兵団「獣の牙」の結成を呼びかけた。
- 約200年前：フーズィーが新しき民をダナーン地方へと導いた。
- 10年前：双面の部族の裏切りにより、神王バルバスが目覚める。断崖の各所が一時的に崩壊した。この時ダナーン地方とクリスタニアの間の障壁にも1本の道ができ、6人の冒険者（はじまりの冒険者たち）がクリスタニアに登った。
- 5年前：古の民のスループ王国と真紅の部族との間で戦いが起こり、レードンは真紅の部族の皇帝となる。
- 周期の終わり：フェネスによってダナーン地方とクリスタニアとの間に1本の道が作られ、はじまりの冒険者たちに次ぐ5人の冒険者がクリスタニアに登った。神王が眠りにつき、会合において周期を廃することが決定された。

### 新世紀
周期が失われ、新しき民との交流もあって、小周期、月周期、太陽周期という呼び方は失われつつあり、1日、1月、1年と呼ぶのが一般的になっていった。
- 新世紀9年：真紅の部族で反乱が起きて、レードンが退位。（リプレイでは、新世紀11年）
- 新世紀10年：神話の時代にウルスが竜王アルゴスを封印する眠りについて以来、封印の部族はウルスとの意思疎通ができないため自らの判断で混沌を封印（パージ）してきた。そうしたものの中には、本来封印すべきではないものも多くあった（戦いに負けそうになったときに相手を封印したケースなど）。そのため一旦すべて解放するとともにウルスを目覚めさせ、封印すべき対象をウルスが指導した上で再封印することになる。
- 新世紀11年：封印から解放された妖魔王が妖魔を従える。
- 新世紀12年：封印から解放された古代王国のものたちが活動開始。

## 登場人物
複数の物語に登場する人物もいるため、時系列順に初登場時期で分類する。

### レジェンド・オブ・クリスタニア以前から
漂流王
暗黒の民の皇帝。約300年前、マーモ島を脱出してクリスタニアへ到達し、神獣王バルバスに肉体を与える契約を交わして民を上陸させる事に成功。自身は契約に逆らってバルバスの支配に抵抗した。両者の魂の力は拮抗していたため、以降300年以上、眠りながら魂はバルバスと戦い続けている。本名は"黒衣の騎士"アシュラム。魔剣「魂砕き（ソウルクラッシュ）」を帯びる。
シェール
ベルディア帝国建国以前からの漂流王の部下で恋人であったダークエルフの女性。眠り続ける漂流王の侍女として、300年間常に傍らに仕えていた。本名はピロテース。
ルインズから齎された王の目覚めという誘惑に屈してムーハの儀式を承諾し、その結果バルバスの覚醒を許してしまい、ルインズに抗議をするも逆に襲われ、復讐を胸にシェールと名を変えて出奔。シェールというのはエルフ語で「いつの日か」という意味である。
神王伝説では、漂流王の魂を救う為に神王の魂ごと王の肉体を貫く。そのことに対する自責の念から戦神神殿で塞ぎ込んでいたが、トゥルヤの来訪を切っ掛けにかつての償いが出来る事を知り再び立ち上がる。混沌世界に赴き王の魂の解放に成功し、再び神王は漂流王の体内で漂流王と魂の抗争にあけくれる事を余儀なくされた。王の魂との再会で王への想いを再確認し、王の目覚めを信じ王の傍らに侍す。
暗黒伝説にも登場。
神官王
かつて神獣王ルーミスが、周期に従わない存在である古の民の殲滅を企んだ際、先頭に立って抵抗した古の民の英雄。暗黒神ファラリスの最高司祭であり、盟友であるハイエルフの族長、ドワーフの王と共に神獣の民を迎え撃ち、魔法を活用した戦術を駆使して奮戦した。遂に自ら出陣してきたルーミスをも撃退したことで、被害の大きさに驚愕した神獣王フェネスが停戦と相互不可侵の仲介に動いたため、戦略的に勝利した。
ダナーンの建国女王
約200年前、「北の解放された島」（ロードス島）の戦乱で滅んだ国の第二王女。追手を逃れて島を離れ、千人あまりを引き連れて大船でアレクラスト大陸を目指したが、漂流の果てに大白鳥の導きを受けてクリスタニアに辿り着く。この際に、女王およびその一族は大白鳥フーズィーの新たなる従者となっている。
メディアによって「メネアI世」「ミュートI世」の2種類の表記がある。

### レジェンド・オブ・クリスタニアから
レードン
ダナーンの先王の王弟ハーヴェンの息子。赤き魔剣「レッドヒルト」を所持。新しき民として初めてクリスタニアに上った「はじまりの6人」「はじまりの冒険者」の一人だが、ダナーンの王族である自分が大白鳥の民である事を後にフーズィーから告げられる。
神王伝説では、仲間と共に神王バルバス打倒を目指すが、己の内に持つ混沌（復讐心・野心）を受け入れられず、夢幻界へ行く事ができなかった。
英雄伝説では、放浪の末に再び獣の牙に所属し、「獣の牙」解散後は「獣の牙」の再建と「獣の牙」に足りない組織の力を得る為に古の民の協力を得る為にスループに向かうがそこでスループの王位継承争いに巻き込まれる。事件の解決後はスループに余裕が無い事と「神獣の民」との間に深い溝がある事を知り、神獣の民で唯一社会性を持つ真紅の民に協力を仰ぎに赴くが、そこで見たものは課せられた役割の為に苦しむ真紅の部族の姿であったため、神獣クロイセに深い憤りを覚える。真紅の部族の高い組織力にバルバス打倒の活路を見出した事と、神獣に盲信する神獣の民の変革を望んだ事から、クロイセとの謁見後、部族の全権を託され「真紅の皇帝」を名乗る。
漂流伝説では、真紅の部族の代表者として神獣の会合に出席して、レイルズの前に現れた。
蟻帝伝説では、ラブラドル侵攻を繰り返すスループに対して逆侵攻を敢行しスループを武力制圧した。また軍を北上させ領土を広げる構想も練っていたが、それは封印の民に封印されたアデリシア達のような存在を助ける為であるかような言動も見られた。その為フィランヌが携えたレイルズ王からの親書には応じなかった。神獣の民の神獣からの独立を望んでおり、特に真紅の民に関しては過去に役目の為に自己を捨てながら苦しみ生きていた姿を知っている為に余計に自己を求めていた。ミロンが革命を呼びかけ民が立った事に最初は半信半疑であったが、真紅の民が真に自らの意思で決起したのを神獣クロイセから伝えられると喜んで退位。アデリシア救出の為にナーセルとノーファを連れて旅立った。
封印伝説では、ナーセルらと共にアデリシアの解放を目指し、解放されたアデリシアと結ばれた。
秘境伝説では、ナーセルと共に「終末のもの」の存在をつきとめ、リュース達と共に魔神獣を発見した。
ナーセル
レードンの親友である魔術師。ブライアン老師の息子でありサイアの義兄。後にクリスタニア各地を見聞し博物誌を編纂して「世界見の賢者」となる。
神王伝説ではシェールらと共に夢幻界に旅立ち、漂流王の魂を呼び戻した。
漂流伝説ではクリスタニア各地を見聞中にダナーン騎士ノルヴァと出会い、レイルズを探す彼らと同行する。
蟻帝伝説では、放浪中に真紅の民の皇帝が大白鳥の民との噂を聞いてラブラドルに現れ、レードンを諌めようとするも監禁される。フィランヌ達に協力し、レードンと一騎討ちを演じた。レードンが退位した後、アデリシア救出のためにレードンらと共に旅立つ。
封印伝説では、レードンらと共にアデリシア解放を目指した。
秘境伝説では、レードンと行動を共にし、カーディスやアトンに類する終末の巨人の眷属がクリスタニアにも現れることをつきとめた。
リプレイ版レジェンド・オブ・クリスタニアでは、「レビテーション」の魔法に妙に拘りを持ち、何かと空中浮遊で解決しようとした。
アデリシア
知識神ラーダ神官。王都におけるマリードの専横を嘆き、ハーヴェンに決起を促すため村を訪れた。幼い頃父を失い母子で路上に迷っていたところをハーヴェンに助けられた過去を持つ。封印の民のロームに異教の神を崇拝する混沌とみなされ、封印されてしまう。
封印伝説で、封印から20年目にして解放され、レードンと再会。結ばれる。
オーヴィル
アデリシアの護衛の傭兵だが、実はマリードからハーヴェンが非道な支配者であると吹き込まれ、暗殺を依頼されていた。後に誤解である事を知り、ハーヴェンの息子のレードンを守る事で償おうと決心して、レードンと共にクリスタニアへ上る。
封印伝説にも登場。
リプレイ版レジェンド・オブ・クリスタニアでは暗殺依頼は受けておらず、単なる能天気な戦士だった。
ライファン
オーヴィルの仲間である精霊使いの少女。オーヴィルがもう一つの依頼を受けている事を知らない。明るく人懐っこい性格をしており、アデリシアを慕う。
封印伝説にも登場。
クイルド
ハーヴェンに仕える密偵。かつてオーヴィル同様にハーヴェンの命を狙う暗殺者であったが、ハーヴェンの人となりに打たれて以来絶対の忠誠を誓うようになった。密かにアデリシアに心を寄せるが、レードンとアデリシアの仲に遠慮して控えていた。しかし封印されたアデリシアを救う旅にレードンが参加しないと聞くと、アデリシアに対する自分の心をレードンに対し伝えた。
封印伝説にも登場。
ボークス
獣の牙の傭兵。鬣の部族の戦士。かつて鬣の部族の村で妻と共に生活していたが、村に流行り病が広がり身篭った妻が病で死んでしまう。この悲劇をフェネスの周期により何度も味わう事になると悟り次第に心に虚無感が広がり、ある時ベルディア侵攻に対抗する傭兵団獣の牙の事を知り自暴自棄気味に参加を決意する。
獣の牙で次第に仲間達と打ち解け「はじまりの冒険者」たちとシェールと出会い大きな転機を迎える。シェールに対しては、初めは強い意志を認めた承認者としての責務から行動を共にするが、次第に異性として惹かれていく。
神王伝説では主人公。ダークエルフであるシェールのバルバス打倒の意思を承認し、彼女に協力している。無愛想な性格ながらも、相棒のジェノバ共々初めてレードン達の素性を知りながらも好意的な態度をとった神獣の民である。
ジェノバ
獣の牙の傭兵。ボークスの相棒で「孤高の部族」の女狩人。ボークスがダークエルフであるシェールを承認したため、その経過を監視するためお目付け役として同行している。相棒のボークス共々初めてレードン達の素性を知りながらも好意的な態度をとった神獣の民であり、レードン、ナーセルと共にバルバス打倒に旅立つ。
神王伝説にも登場。
ガーシュン
獣の牙の傭兵。牙の部族の戦士。豪快な性格で、レードン達は「獣の牙」の傭兵達に認められている事もあり友好的に接してくる。
漂流伝説では、獣の牙イスカリア砦の百人隊長として登場。グレイルに重傷を負わされたことで臆病になっていたレイルズと賭け試合で手合わせし、彼の本来の剣技を引き出してその実力を認め、百人隊長に推挙する。イスカリア砦がバルバスの奇跡により落とされたとき、攻め寄せる猛虎の部族の戦士を邪眼で10人呪殺し、力尽きる。
オルゲンス
獣の牙の傭兵。鬣の部族の戦士。ガーシュンと行動を共にしている事が多い。
漂流伝説では、獣の牙イスカリア砦の団長として登場。レイルズの献策を承認し、獣の牙の体制を改革する。
リオ
大蛇の部族の狩人。レードン達を外界から侵入した混沌とみなし、排除しようとした。あくまで使命に忠実であるため、他の傭兵たちとは違いレードンやナーセル達の言い分を全く受け入れる事はなかった。「獣の牙」に救援として訪れた際は、自分達大蛇の部族の戦士とレードン達のいずれを取るかの要求を突きつけ、傭兵達の反感を買う。
このように神獣の民の保守性を代表する人物として描かれているが、初出のラジオドラマ版では内心で新しい世界への憧れを持っており、神の城壁にダナーンへ通じる道が開いた時、偵察と称して自らダナーンを訪れている。
神王伝説にも登場。
ローム
封印の民。レードン達を外界から侵入した混沌とみなし、異教の神を信仰するアデリシアに固執し、アデリシアを封印した。封印の際に自分のアデリシアへの執着が使命以上に彼女に惹かれていた事を自覚し、他の者に封印されるぐらいならという心境だった。
神王伝説では、アデリシア封印以前の獣の牙でのことが描かれている。
ルインズ・ブレスト
ベルディア帝国の暗黒騎士団騎士隊長。バルバスの支配の法則を積極的に受け入れ、出世の為にムーハと結託して漂流王を神王として覚醒させ、神王覚醒の功労者として騎士団の実権を握った。シェールが彼を信用したのは、建国から300年が経ち訪れる者が少なくなっていた玉座に何度となく訪れていた人物であることから、数少ない漂流王への信奉者と自然と目していたためである。
神王伝説では、神王の部下として神王に反発する漂流王派の暗黒騎士や戦神神殿の殲滅に尽力。新しい神王の器としてレードンを捕獲する任務を与えられた際にはビーストマスターの能力の一部を与えられるも、一騎討ちの末に討ち取られる。
彼の裏切りの裏には、実力主義であったはずの暗黒の民も歴史を重ねるにつれて家門や血筋が重んじられるようになり、実力だけで出世が出来なくなった事に不満があった事を述べている。
ムーハ
双面の部族の呪術師。胡蝶の部族の祭器「混沌輪」を盗み出し、双面の部族の祭器と称してベルディアの王城へ持参した。ルインズと結託して神王覚醒の儀式を執り行い、神王覚醒後はベルディアで地位を確立する為に奔走する。
その真意は、「獣の牙」を結成したもののベルディアとの最前線は双面の部族の土地であり、戦闘や獣の牙への供給にベルディアの略奪と深刻を極めている部族の危機を打開するため、神王の力で戦乱を終結、そして神王覚醒とベルディアへの協力の功績をもって統一クリスタニア内での部族の地位を向上させることだった。
神王伝説では、「混沌輪」を盗む際に殺した司祭の娘であるキサラに殺された。しかしその思いは混沌に変じ、夢幻界で再びナーセルらと相対した。
ジェシス
ダナーンの先王の娘で、第9代女王。宰相であるマリード侯爵に幽閉される。
後にレイルズに救出され、夫として迎える。
ハーヴェン
ダナーンの先王の王弟。レードンの父。政権争いを嫌い、領地のハーク村で生活を送っていた。クイルドとオーヴィルと自分を暗殺しようとした者達を許す懐の深い人物であり、剣の腕前も高かった。アデリシアのことは、クイルドが王都への密偵を終えて戻ってくる度に知らせてくれる成長を我が子の事のように喜んでいた。
マリード侯爵が自分の地位と立場を恐れている事、更にマリードに対して決起すれば国が大きく乱れる事を熟知していた。自分が死ぬ事でマリードが安心して平和裏に国を統治すると信じ、オーヴィルの眼前で毒を呷った。
ブライアン
ナーセルの父で、サイアの養父。二人にとって魔術の師でもある。老師と呼ばれている。
レイルズの学問の師匠であり、旧ハーヴェン領の住民の中では数少ない彼の味方であるが、魔法の実験台にして気絶させたり、悪戯を咎めて蛙に変身させたりした挙句に陰でこっそり楽しむなどといった一面もあり、レイルズからは苦手意識を持たれていた。
マリード侯爵
ダナーン王国宰相。ジェシス王女を幽閉し、ダナーンの実権を握る支配者。オーヴィルを騙してハーヴェン暗殺に向かわせると同時に、オーヴィルの口封じをするため制圧部隊を送り込む。
ラッセル・ウィンザール
ダナーンの近衛騎士団長。レイルズの父。若い頃は冒険者をしていた。剣の腕だけで一介の戦士からのし上がった凄腕の戦士で、マリード侯爵の下で反侯爵派を容赦なく弾圧し、その剣技と相まって「血煙の騎士」との異名で恐れられた。ハーク村の出身であり、ハーヴェンの死後は領地を受け継ぐが、村を訪れることはほとんどなく、反侯爵派の村民を弾圧することもなく放置している。
漂流伝説にも登場。ジェシス女王「誘拐」未遂犯であるバッソーとシャイロンを指名手配し、二人がレイルズ達と共にクリスタニアへ上ったと知るとノルヴァをクリスタニアへ派遣した。
暗黒伝説では、息子であるレイルズ王の下で近衛騎士団長を引き続き務めている。ベルディアと「獣の牙」の同盟の立会人として来訪する。王都攻防戦においては「能力」を駆使して奇襲をかけてきた猛虎の民の精鋭を一人で撃退する腕前を見せ、暗黒騎士からも羨望の眼差しを向けられた。

### 神王伝説から
マティス
獣の牙の百人隊長。銀狼の部族の戦士。神王の奇跡により恋人のロフェルと所属していた砦を失うも頑強にベルディアに抵抗を続ける。本来は敵対すべき混沌である「はじまりの冒険者」達に対しても、話が通じる相手として、共に戦った仲間として好意的である。
英雄伝説にも登場。
ブライム
獣の牙の百人隊長。牙の部族の戦士。粗野な性格で、初めは「はじまりの冒険者」達に対しては懐疑的だったが、共に戦った仲間として存在を認める。砦に訪れたリオ達が「はじまりの冒険者」達を駆逐しようとした際には、砦の戦士達を代表して一戦も辞さない態度を示した。神王の奇跡により失われる。
ロフェル
獣の牙の百人隊長。蹄の部族の戦士。マティスとは恋人の仲であったが、神王の奇跡により失われる。
ピエン
ベルディアのマイリー神殿の司祭。神王が一時眠りについた後、神殿に立て篭もり王城を確保していた漂流王派の暗黒騎士と連携し決起した。その際にシェールを神殿に匿ってもいる。ムーハに図られたトゥルヤにより暗殺される。
ガルディ
猛虎の部族の若長。当時のベルディアの代表的な人物三人は、騎士を率いるルインズ、策謀を担当するムーハ、猛虎の民の戦士を率いるガルディであったが、ガルディは他の2名に比べて登場回数は少なく、前線で好きに暴れているというような表記のみである。ルインズからは年少であるグレイルの方が（主に内面的な意味で）優れていると評された。
英雄伝説にも登場。
グレイル
猛虎の部族の若長。口数は少なく無愛想ではあったが、王城に拠る漂流王派の暗黒騎士達の補給を絶つ為にマイリー神殿の攻略を立案し、暗黒の民であるルインズの窮地に割って入りルインズを有為の人材として救出している。ルインズに対して上位者の態度で接しており、将器と周期の終りにバルバスの代理としてフェネスの代表と雌雄を決する責任への誇りをうかがわせる。
漂流伝説では、猛虎の部族の族長になっている。神王に次ぐ第二位の存在という意味を込めて「剣の牙の公爵」と呼ばれる（ベルディア帝国の公爵位を持っているわけではない）。レイルズと度々戦っており、一度目は神獣の民の「能力（タレント）」を知らないレイルズに重傷を負わせたが、二度目には右目を潰され、三度目には左腕を切断された。神獣王バルバスの名にかけてレイルズへの復讐を誓い、部族を出奔する。そして四度目、正々堂々の一騎打ちの末、レイルズに倒される。
トゥルヤ
胡蝶の部族。ムーハから混沌輪を取り戻そうとするが、逆に騙されてビエン司祭を暗殺する。シェールの夢に侵入し、混沌輪を取り戻そうと焦るあまりに部族の教えを破り夢を汚してしまう。漂流王との思い出を汚されたシェールにより倒される。
キサラ
胡蝶の部族の巫女。ムーハから混沌輪を取り戻し、シェール達を夢幻界へ導いた。

### 英雄伝説から
ファレット
獣の牙の傭兵。双面の部族の呪術師。「獣の牙」解散後、レードンと共に旅立つ。若いレードンを時には揶揄しながら見守り続ける。彼が周囲から蔑まれてなお最後まで「獣の牙」に居たのは故郷を奪われた悲しみであった。
ロルカ
獣の牙の傭兵。沈黙の部族の戦士。対極的な教義のファレットを戒める事が多かった。仲間を助ける為に囮となり、その際に教義を破って「能力(タレント)」を使って逃げられると仲間に嘘をついた。死の間際、タルキィーに「それでも自分は間違っていると言えますか？」と問いかけた。
ノーファ
真紅の部族の精霊使い。クリスタニアの現状を調査するため、部族社会の外を旅していた。後に自分の治める集落に現れたレードンに従い課せられた使命を破る。
蟻帝伝説では、レードンの側近でレードンの愛人のような存在であった。変わり行くレードンに一時は離れるが、ミロンの革命の際にはレードンに代わり革命を訴える真紅の民の前にミュルミドンソルジャーを引き連れて立ち塞がった。後々レードンに悪名が残らないように自分が勝手に軍を動かして弾圧した事にして裁かれるつもりだった。レードンの退位後、レードンのアデリシアへの想いが変わっておらずいずれ彼から離れなければならないのを承知でアデリシア救出の為の旅に同行する。
封印伝説でのアデリシア解放後は、静かにレードンの前から姿を消した。
セルヴィオ・ロッサート
古の民のスループ王国の女騎士。「杖の森」から魔術師の杖の原木を持ち帰る任務の最中、正体不明の敵に襲撃されていたところでレードンと出会い、彼の協力を得て任務を成功させる。レードンに淡い恋心を抱いていた。後に女将軍として「琥珀の英刃」と名を馳せラブラドル侵攻の指揮を執る。真紅の民の王都にてレードンと再会し、一騎討ちを行う。
ウォイス
古の民の騎士。暗黒神ファラリスの神官でもある。セルヴィオの部隊の副隊長だが、襲撃者と内通していた。彼の真意は出世でも名誉でもなくセルヴィオであった。任務に失敗し、敗北を悟って自爆した。
ネイカー・ロッサート
セルヴィオの兄。万神殿の高司祭で国王候補。後に国王に就任した。
ルゼファン・ロッサート
セルヴィオの従兄弟。ウォイスや傭兵を駆使してセルヴィオを妨害、一時は拘禁して彼女を説得する。レードンの活躍によりセルヴィオが任務を達成。更に妨害工作を行っていた事が明るみに出てしまう。

### 漂流伝説から
レイルズ
新しき民の戦士。ダナーン王国近衛騎士団長ラッセルの息子。生まれ育ったハーク村は、ハーヴェンの旧領であるため村民のほとんどが女王派で、父が侯爵派の中でも悪名高いが故に半ば村八分に遭っていた。女王救出に失敗しハーク村へ逃げ込んだバッソーとシャイロンを、それと知らず捕縛してしまったこともあって、侯爵派の人間として生きるしかないと考えていたが、クリスタニアへの道が開けたことで幼い頃の夢を取り戻す。
クリスタニアでマリスからベルディア軍の侵攻に脅かされる神獣の民の現状を聞き、集落防衛の戦いに参加するが、グレイルに敗れたことで生まれて初めて重傷を負い、戦いを恐れるようになる。獣の牙への参加後も当初はまともに戦うことができず、レイルズを庇ったフレドを死なせてしまう。
しかし戦士としての責務をガーシュンに諭されたことを機に、有能な軍師としての才能を発揮するようになり、イスカリア砦の百人隊長として部隊の編成・配置、砦の防衛強化などを指揮し、それまでの獣の牙には皆無だった戦術を駆使して、劣勢だったベルディアとの戦いを一気に好転させる。神王の奇跡によってイスカリア砦が壊滅した後は、マリスと共に神々の会合の地へと赴き、神獣たちによる周期の放棄を見届ける。
ベルディア軍の撤退後、新しき民と神獣の民が友好関係を結ぶよう、ダナーン王国を変革するため帰郷する。後にジェシス女王を救出して夫になり、ダナーン国王レイルズI世として即位する。
リプレイ版では、自ら「本能と煩悩の戦士」と名乗るほどの女好きで、しかも優柔不断なためにまったくリーダーシップを発揮しなかった。
サイア
ハーフエルフの魔術師。ナーセルの義妹でレイルズとビーンの幼馴染。両親は人間だが取り替え子（隔世遺伝）によってハーフエルフとして生まれたため、魔術の老師ブライアンの下へ養子に出された。ナーセルの無事を確かめ、ブライアンの下へ連れ帰るため、クリスタニアに登りたいと願っていた。そのためレイルズが夢を諦め王都へ移ろうした際は引き留めようとしている。
クリスタニアへの道が開いた時、老師からまだ与えられていなかった魔術師の杖などを持ち出してレイルズに付き従い、共に獣の牙へ参加する。レイルズとマリスが次第に惹かれ合っていく様子を間近に見続け、同時にレイルズへの恋心を自覚していく。
ビーン
新しき民の精霊使い。レイルズとサイアの幼馴染。母親は精霊王と意志を交わせるほどの優秀な精霊使いだった。まだ幼さを残した少年だが、精霊使いとしての実力は確かであり、神王がイスカリア砦を攻略するために召喚した炎の魔神（精霊王イフリート）を自らが炎に包まれながらも説得し、レイルズ達を救っている。
バッソー
新しき民の盗賊。ジェシス女王救出のため王城に忍び込んだものの、依頼人に裏切られて失敗し、シャイロンと共にハーク村へ逃げ込む。レイルズによって捕縛されるが、クリスタニアへの道が開く時の地震に紛れて脱走し、逃亡を兼ねてレイルズと共にクリスタニアへ登る。獣の牙では遊撃や偵察、ベルディア軍の密偵の発見・処分で活躍する他、神獣の民が知らない賭博の仕方を広めて一財産築く。
暗黒伝説では、ダナーンからベルディアへの使者として派遣されたラッセルの従者として、ベルディアと獣の牙の同盟に立ち会う。
傭兵伝説では、獣の牙ベルディア砦の相談役として登場。
リプレイ版漂流伝説では、優柔不断なレイルズに代わりパーティを仕切る策士だった。傭兵伝説では、漂流伝説以来5年ぶりにPCとして登場した。
シャイロン
ドワーフの幸運神チャ=ザ神官。バッソーと共に女王救出を試み、同様に指名手配されてハーク村へ逃げ込む。
リプレイ版では、チャ=ザ神の教義を自分に都合の良いように解釈し、事あるごとに説教しては寄進を求めるなど金儲けに精を出していた。またレイルズに代わり、パーティリーダーを名乗っていた。
マリス
銀狼の部族ハーケーン集落の若長であり、聖印である銀髪を持つ少女。「銀髪の者」は部族全体でも族長、タリオ、ターニル、マリスの4人しかおらず、最年少のマリスも将来部族を背負って立つことを自他ともに当然のことと認識している。
クリスタニアへ上ってきたレイルズ達を保護し、集落がベルディア軍に落とされた後は共に獣の牙へ参加する。レイルズと行動を共にし、周期に縛られていない彼の生き方を見ているうちに彼に惹かれていく。同時に崩壊しつつある周期になおも縛られ続ける神獣の民のあり方に疑問を抱くようになり、部族の総意を超えた変革の意思をもって神々の会合へ出席する。
漂流伝説以外の作品には登場しないが、約10年後の封印伝説の頃には銀狼の部族の族長になっていることが、「クリスタニアRPG」ルールブックなどで示されている。
リプレイ版(NPC)では、開かれた道を通って自らダナーンを訪れ、暗黒の民との戦いに勝利するための英雄を求めたが、なぜか新米冒険者を雇うことになった。
ターニル
獣の牙の傭兵。銀狼の部族イースロ集落の若長であり「銀髪の者」。集落が神王の奇跡によって壊滅し住民全員が虐殺され、にもかかわらず神王と戦おうとしなかった神獣王フェネス、イースロを奪還しようとしなかった族長、住民を守れず一人生き残った自分に絶望し、虚無感に囚われている。
リプレイ版(NPC)では、銀狼の部族の辺境伯。好戦的な性格で、「売られた喧嘩は必ず買う」をモットーにしている。
タリオ
銀狼の部族メイレン集落の長老にして「銀髪の者」。ベルディアの大軍を相手に奮戦している獣の牙から、銀狼の部族へ共闘・支援を求められた際、前線の様子の確認と指導者であるレイルズの人物を見定めるため、砦を訪問する。そして協力を約束すると共に、部族へ戻るようターニルを説得する。ベルディア軍の撤退後、隠居した族長に代わって銀狼の部族の族長になる。
イサリ
獣の牙の傭兵。影の部族の呪術師。砦の炎上と自分の死という予知から逃れるため、レイルズに予知の内容を告げて獣の牙を脱走する。その後、ダナーン騎士ノルヴァと出会った際に神獣アルケナから神託を受け、ノルヴァに対しダナーンへ戻る際に同行させることを条件に、クリスタニアでの道案内を引き受ける。
ディル
獣の牙の傭兵。枝角の部族の戦士。親友のフレドがゴブリンロードとの戦いでレイルズを庇い戦死した直後、レイルズが百人隊長であるガーシュンよりも剣技で勝っていた事を知り激昂するが、後にレイルズから剣を学ぶようになる。
ノルヴァ
ダナーン王国の近衛騎士。指名手配犯であるバッソーとシャイロンを追ってハーク村を訪れる。ラッセルの命を受けて更にクリスタニアまで追い続ける事になり、言葉も通じない未知の大地で右往左往していたところで、獣の牙を抜けたイサリと出会う。クリスタニアへはバッソーとシャイロンが女王救出を試みた時の冒険者仲間3人を伴っていたが、彼らはノルヴァに知らせずマリードと密約を交わしていた。捕縛時に厳しく尋問したバッソーとシャイロンには反感を持たれていたが、レードンの親友のナーセルと手を組んだり、約束を遵守する態度を崩さなかったり、レイルズ直筆の書簡を書く条件でバッソーとシャイロンの逮捕を棚上げしようとしたり、従者達がサイアを人質に取った際に露骨に嫌悪を示し責任が無いにも拘らずレイルズ達に陳謝するなど、「近衛騎士としては甘い」男。
ディラント
ベルディア帝国の暗黒騎士団長。漂流王とその侍女の姿に崇敬の念を抱いており、ゆえに覚醒した神王に対して忠誠心はまったく持っていないが、絶対的な力と恐怖の前に膝を屈し、暗黒の民が生き残る唯一の道だとの判断の下、神王に服従している。
表向き暗黒騎士団と猛虎の部族は同盟しているが、内心では漂流王によるベルディアの統治を望んでおり、イスカリア地方侵攻にも消極的で、主戦派のグレイルと内心でいがみ合っている。その一方で敵方であるレイルズに興味を持ち、マカティーを送り込んで素性を探らせ、直接対面した時には対等の立場で言葉を交わした。
暗黒伝説では、騎士王として登場。ベルディアでは建国以来、眠り続ける漂流王の代理として実務を行うため帝位の下に王位が存在したが、神王覚醒により廃位されていたものを復活させた。ダナーン国王レイルズの提案を受け、妖魔・猛虎の民と決別し、神獣の民（獣の牙）に対して和解と同盟締結を申し入れる。
ベッグ
ディラントの家系に古くから仕えている老騎士。神王の威光を笠に着て猛虎の部族のみならず暗黒の民をも支配しようとするグレイルを憎悪しており、ディラントがベルディア帝国を掌握することを望んでいる。
マカティー
ディラント配下の密偵。獣の牙イスカリア砦に下働きを装って潜入する。バッソーに正体を見破られるが、それを機にレイルズとの面会を果たし、去り際にディラントの真意を示唆する。イスカリア砦壊滅時、脱出したレイルズ達を偶然発見し、ディラントに引き合わせる。

### 蟻帝伝説から
フィランヌ
新しき民の知識神ラーダ神官。美貌と人徳を兼ね備えるが、貧民層の出身であるため興奮すると言葉使いが汚くなる。知識神に仕えた理由は自らの境遇を省みて多く人が幸せになれる方法を模索するためである。死亡したテューレに代わってパーティーを率い、スループに向かう。以降は図らずも真紅の民の内紛に関わる事となる。最後は仲間達と共に真紅の民の新天地を探す為に南クリスタニアへと旅立つ。
リプレイ版では、魅力度18（ルール上の最高値）を武器にお嬢様を演じようとしたが、常時汚い言葉使いのため果たせず、仲間から「姐御」と呼ばれて任侠物のようにパーティを率いるようになった。
アンバース
銀狼の部族の密偵。神獣の民には盗賊ギルドに相当する組織が存在せず、従って密偵も本来は存在しないが、アンバースは特例である（リプレイ連載当時は可能だったが、後にルールが変更された）。
リプレイ版では、要領良く立ち回ろうとするものの、スカウトとしての判定に事如く失敗するという不運に見舞われていた。
ベリーズ
銀狼の部族の呪術師。メディアによってはアンバースの恋人とされる。
ライアス
エルフの精霊使い。
ボッシュ
ドワーフの戦士。
テューレ
ダナーンの騎士。スループ国王への親書を携えてフォレースルへやって来たが、その途中で真紅の部族の兵隊蟻人間（ミュルミドン・ソルジャー）と戦い死亡する。物語の終盤に解放された最高司祭によって復活を果たすが、目覚めた時には任務は終わっており仲間とは離別という状況に混乱する。手ぶらで帰るわけにもいかず、途方に暮れる。
黄金伝説では、スループでの使命を果たせず仲間に急な別れを告げられ無為の日々を送っていたが、黄金郷の噂を聞き一念発起して立ち上がる。ラトーナに課せられた様々な試練を乗り越えて成長し、スループに「獣の牙」を建設する事を決意する。
リプレイ版蟻帝伝説では、男性キャラにもかかわらず一人称が「あたし」で、GMや他のプレイヤーから奇異に見られていた。連載第1回で死亡したため、パーティの目的が「蘇生の魔法が使える古の民の高司祭を救出する事」になった。
リプレイ版黄金伝説では、自分の蘇生費用として背負った莫大な借金を返済するために黄金郷を目指した。
カルーア
スループ王国のケレンス村で護民兵を務める少年。臆病な性格で、村が真紅の部族の侵攻に脅かされた際、たまたま通り掛かったテューレ達が戦ったにもかかわらず自分は村に残った。その結果、テューレの遺体を運ぶフィランヌ達の道案内という名目で村を追い出される。母の住む村にも彼の居場所はなく、惰性でフィランヌ達に同行を続け、死への恐怖のあまり一時パーティーを離脱したが、革命を望む真紅の民のために一人ミュルミドン・ソルジャー達に立ち向かう。
リプレイ版ではテューレのプレイヤーが再作成した代役キャラクターで、テューレがあまりに腑甲斐無く退場したため仲間から迫害を受け続けた。
ラハンス
古の民のマーファの最高司祭。真紅の民の王都に拘禁されている。
ミロン
真紅の部族の羽根蟻人間（ウィングド・ミュルミドン）の文筆家。他地方への侵略を繰り広げる皇帝に疑問を抱く。当初は神獣クロイセが皇帝を罰してくれない事に絶望するが、神獣は民が自分の意思で動く事を望んでいると気付き、皇帝に対し反乱を起こす。レードン退位後、レードン自身の推挙で「文人皇帝」となる。
メフィエ
ウィングド・ミュルミドンの絵描き。実は反乱組織の連絡役。
リプレイ版(NPC)では、怪しい京都弁を話す歌詠み。
セリナス・ガーシェン
スループ王国の貴族。後に王となる。

### 黄金伝説から
グラント
古の民の神官戦士。ダナーンに神殿を建てるための資金を求めて黄金峡探索に参加した。黄金峡の正体に憤りを感じはしたが、その真意は受け入れダナーンへと旅立つ。
リプレイ版では、道中で巻き込まれた牙の部族の「戦士」の試練に対し、テューレの対応が不十分だった煽りを受け、終盤はスキンヘッドにされてしまった。
ドルドムント
ウィングド・ミュルミドンの盗賊（アンバースと同様、リプレイ連載当時は可能だったが後にルールが変更された）。かつて自身がスリに財布を盗まれた際、その手際の良さに感動して自ら盗賊を志したという変わり者。有翼種のミュルミドンは芸術等を自分の役割としており、彼は盗賊の手技を芸術として認識していた。義賊を目指している。
リプレイ版では、やたらと「アリ」（蟻）を強調した言葉遣いをしたり、「アリ」の言葉が入った駄洒落を連発したりしていた。「義賊」も「蟻賊」にひっかけている。
ミーア
古の民の精霊使い。波瀾万丈の人生を送るのが夢。元はお嬢様だったが、冒険者の恋人に誘われるままに自身も冒険者になり、しかし恋人は自分よりも才能があるミーアに嫉妬して彼女を捨てた。承認の儀式では波乱万丈の人生を送る事を承認される。通常は承認を受けた者は、儀式の後に試練の事も案内人の事も記憶から消されるが、ミーアの場合は試練自体が波乱万丈の一環であり記憶を失うと矛盾が生じるため、承認後も黄金峡の真実を覚えていた。
メモリー
牙の部族の戦士の少女。部族で「戦士」と認められるための試練の最中にテューレ達と合流した。途中、同部族の別集落で行われていた試練の内容が悪習であったため、神獣王ブルーザに意見を求め改める必要が生じた。この際に改善案を提示したことで、村長から神聖武器の双牙槍を譲られる。冒険を通してテューレに恋心を抱き、年頃の娘らしく立ち寄った集落の少女達から教えて貰った恋の相性占いをテューレと行った。スループに戻ってからはテューレに協力して「獣の牙」の創設に参加する。
レスリー
スループ王国の騎士。騎士団内の陰謀に陥れられ、謀反人として国を追われ恋人も奪われた。放浪の末に腕を磨き山賊団の長になり復讐の時を待っていた。途中から黄金峡探索に参加し、テューレ達の援助や神獣王ディレーオンの加護を受けて復讐を成し遂げ、名誉と恋人を取り戻した。
ラトーナ
鬣の部族の呪術師。テューレ達を黄金峡へ導くと称して、様々な試練を受けさせる。この試練の本質は、神獣ディレーオン直々の承認を受けるに相応しい人物を選抜し、黄金郷こと部族の聖地へ導くことである。承認の儀式を終えた参加者達は、黄金峡にまつわる全ての記憶が消され、案内人のことも忘れてしまう。このため彼女はテューレ達に情が湧かないように終始素っ気無い態度で対応をしていたが、唯一記憶を失わなかったミーアが、後に彼女を冒険の仲間にするため迎えに来た。

### 封印伝説から
リュース
鬣の部族の戦士。ただでさえ地声が大きいのに加えてやたらと叫ぶ癖があり、「絶叫男」と呼ばれている。「獣の牙」フィンガル砦の団長マルカスとは同郷。子供のように純真な性格で、クリスタニアの平和のために入団したものの、神王が眠りについて以来ベルディアでは内戦が続いており侵攻が収束している現状では、腕を振るう機会を得られずにいる。フォスティに宿った混沌の「死にたくない」という願いを承認し、コラードと共に封印の部族の聖地へ赴く。そしてはじまりの冒険者たちの「全封印を一旦解放する」という決意に触れ、歴史を変える承認を下す。
暗黒伝説では、暗黒の民の魔術師アスファを王都まで護衛する役割を任される。王都につくなり「獣の牙」の代表としてベルディア帝国との和解と同盟のテーブルに座らされ、更に「獣の牙」ベルディア砦の初代団長に任命される。またこの際に暗黒の民と決別した妖魔王率いる妖魔の軍勢と便乗する形で猛虎の民が王都に侵攻して来たため、暗黒の民の魔術師の助けを借りてイスカリア砦に救援要請を行うが、かつての敵に救援を送る行為について団員の説得に失敗し協力を仰げなかった。だがこれはマルカスのフォローで助けられ、なんとか役目を果たす事に成功する。その後妖魔王との決戦に向かう。
秘境伝説では、仲間と共に南クリスタニアの調査のために旅立ち、魔神獣を発見する。
リプレイ版では「絶叫男」の他、軽々しく承認を乱発するため「歩く認印」とも呼ばれた。
リヴリア
影の部族の呪術師。美人で豊満な体を丈の短く露出の多い服で覆っているため誰もが魅力的と認めているが、笑えない類の皮肉が多く、加えてまるで不吉な未来を予告するかの様な口ぶりで話すため、敬遠されている。これは彼女の仕える神獣が神獣なだけに余計に不気味がられている。直情的なリュースをからかって遊んでいるが、アロートの評ではリュースを多少は異性として意識もしているようで、しかし自覚がないらしい。
封印伝説序章では神獣アルケナが彼女の口を通してリュースに神託を告げたにもかかわらず、普段の言動から周囲は“いつもの悪戯”の類としか受け取らなかった。
暗黒伝説では、リュース同様に何も知らされずにベルディアに派遣された。王都攻防戦後に妖魔王との決戦に向かう。
リプレイ版では「他人の不幸は蜜の味」を地で行く性格で、仲間から恐れられている。しかし、傭兵伝説など読者参加型の企画になると、彼女の下には多数の熱狂的な部下が押し寄せる。「部下を信頼しているから」と称して味方に多少の損害が出ようと意に介さない容赦のない激しい作戦を立案・実行しながらも、部下からの絶大な人気は絶えることがなく、正に魔性と呼ぶ魅力を備えている。
アロート
蹄の部族の精霊使い。若白髪、長身で落ち着いた性格。入団したてのリュースをよく気遣っている。リヴリアの皮肉や不吉な言動には内心辟易気味である。
暗黒伝説では、リュース同様に何も知らずにベルディアに派遣されたが、「調停者」シルヴァリの従者らしく同盟には賛成している。王都攻防戦後に妖魔王との決戦に向かう。
サーバル
孤高の部族、鳥人間（バードマン）の戦士。寡黙で周囲には我関せずといった態度で接し、黙々と自らの役割を果たす。封印の解放はクリスタニアに大きな混乱をもたらすとして異議を唱えており、これが元でリュース達とは袂を分かって、解放された混沌と戦い続けることを宣言した「はじまりの冒険者たち」を監視する旅に出る。
リプレイ版では、バードマンとしては珍しい小太りな体格をしていることから、「鷲というよりミミズク」と言われている。
ネージュ
結界の部族の狩人（リプレイ連載時は盗賊）。明るく陽気な性格でリュース達とも仲が良かったが、封印の解放にはサーバル同様批判的で、ウルスの意志を問うため夢幻界へ赴いたレードン達の肉体を暗殺しようとすらした。解放後はリュース達と袂を分かち、故郷の集落を混沌から守るために帰郷した。
リプレイ版では蛇女扱いをされている。
コラード
封印の部族の戦士。物質界では混沌である夢幻界の存在を封印していたが、覚醒の鐘が鳴らされたことにより封印が中断してしまった。解放された混沌が宿ったフォスティを再封印しようとするが、ただの少女のように振舞う彼女の姿を見て次第に悩むようになる。
リプレイ版(NPC)では、登場初期にもう一人の封印の民と並べて「ミーシャ」「プーさん」と例えられたことが定着し本名を忘れられてしまい、連載時のキャラクター紹介でも毎回「クマのミーシャ」と書かれ、終いには「彼の本名は何だったでしょう」と読者にクイズが出される始末だった。
フォスティ
夢幻界の存在。狂ったサラマンダーに宿ったところをコラードに封印されていたが解放され、サラマンダーが滅ぼされた後は事故死した影の部族の少女に宿る。フォスティというのはその少女の名で、「朝露」という意味である。
リプレイ版(NPC)では、リヴリアに師事して呪術師の道を歩む。しかし心の在りようも師事したため腹黒さまで伝染し、サーバルとアロートから「結構邪悪なので封印した方が良いような気がする」と言われてしまった。
アスファ
暗黒の民の魔術師。ベルディア帝国の次席宮廷魔術師。封印の解放に伴う異変の原因を調査するためクリスタニアを探索している時にリュースと出会う。なお、リプレイ版では暗黒伝説の予告的なエピローグに名前無しで登場したのみであり、実質的には暗黒伝説が初登場作品である。
暗黒伝説では、猛虎の部族・妖魔との決別という騎士王ディラントの意向を伝えるため「獣の牙」を訪問する。そしてリュース達を同盟の調印式に招くため、護衛をかねて王都まで同行させる。
傭兵伝説では、古代王国の魔術師達による魔力の塔建造計画を知り、マーティとメルハイトから同調を持ちかけられても神獣の民との共存を主張し、石にされる。
アルゴス
神獣王ウルスに封印されていた神殺しの竜。全封印の解放に伴って復活するが、数柱の神獣を道連れにして滅ぼされる。

### 暗黒伝説から
シロフォノ
「獣の牙」の傭兵で双面の部族の戦士。出身部族の関係で周囲からはあまり良くない顔をされている。普段は礼節を弁えた大人しい性格だが、故郷を侵略した「ベルディアそのもの」を憎悪しており、同盟の案に関しては暗黒の民・猛虎の民・妖魔に三つ巴の争いをさせた後、「獣の牙」が漁夫の利を占める事をリュースに示した。また途方にくれるティオシーへの気遣いなど仲間への配慮も見受けられた。王都攻防戦後に妖魔王との決戦に向かう。
ティオシー
「獣の牙」の傭兵で銀狼の部族の女狩人。能力は高いが控えめな性格で、突然のベルディア砦の幹部候補という抜擢に途方にくれる。王都攻防戦後に妖魔王との決戦に向かう。
戦闘時や怒らせた時は、普段と違い鬼神の如き強さを発揮する。フェネスのタレントは貴重な回復（神獣の民はタレントの使用に際し邪魔になる金属鎧の着用が難しいため、被弾ダメージが大きくなりがち）と戦闘補助を備える強力な能力であり、一行の生命線としても機能している。
リプレイ版では、数少ない女性陣であることと、比較になるリヴリアに対して正統派のヒロイン像を持っていたことから、高い人気を誇っていた。
レイトン
暗黒騎士団の隊長で地方領主。アスファの友人でもあった。騎士王の「獣の牙」との和解を弱気と妥協として取り、「自由の民としての誇りを忘れるな」との漂流王の言葉に反するものとして反発。一時はリュース達を監禁して和解を阻もうともしたが、反撃を許してしまい敗れる。
王都救援の援軍を率いて進軍するリュースの前に再び手勢を率いて現れ、一騎討ちをリュースに申し込む。しかしレイトンの心の迷いを見抜いたリュースに「俺が打つのはお前の迷いだ」と逆に一騎討ちを申し込まれ歓喜を以って応える。その後は共に進軍して王都救援に駆けつけた。
グンナーク
ベルディアのファラリス神殿の最高司祭。騎士王の「獣の牙」との和解に反発し、同じく暗黒神に仕え、強力な力を持つ妖魔王をベルディア帝国の新たな王に迎えようと内応していた。しかし妖魔王が所詮は妖魔であり、人間である自分とは価値観が致命的に異なっている事を悟ると、王都攻防戦後に妖魔王との決戦に参加、暗黒神を召喚し妖魔王を妖精界に送り返した。
妖魔王
ダークエルフの最上位種「ダークエルフ・ハイロード」。神々の戦いの折に暗黒神の軍勢の将として召喚されるが、暗黒神の死によって妖精界に帰る事が叶わなくなり、新天地を求めてクリスタニアに現れたところをラバンによって封印される。解放後は、帰還が叶わないのならばクリスタニアを妖魔の棲家とすべく、妖魔を統率して手始めにベルディアへ矛先を向ける。
やや人間の心理に疎いところはあるが、高い戦闘力と戦術眼を持つばかりか、非常に妖魔への責任感が強く、ゴブリンの意見でも真剣に聞く誠実さを有しており、妖魔達から絶大な尊敬と信頼を受けている。妖魔達の将来を心配して妖精界送還の申し出を一度は断るなど、特に小説版では人格者としての面が強く描かれている。
ラバン
妖魔王を封印していた、礎の部族の初代族長。「獣の牙」のベルディアの救援部隊に同行し、王都攻防戦後に妖魔王との決戦に参加。しかし二度目の妖魔王の封印に失敗して身動きを封じられてしまう。
封印の罪深さを理解しており、封印に失敗した直後にグンナークに頼んで自らを暗黒神召喚の生贄にしてもらい、召喚された神の魂の強大さに耐えられず魂ごと砕け散った。
この魂の消失に関しては作者によって見解が異なる。小説版では「この世に存在した事自体が消失してしまう」という解釈のため、歴史上において彼は元から存在しない人物になり、リュース達の記憶も「誰かが生贄になった」という程度のものにまで失われた。リプレイ版では単に魂が砕けて完全に再生不能となっただけなので、誰の記憶からも消えなかった。
世界樹の不肖の息子
封印から解放された混沌の一つ。名称はリプレイ時にGMによって付けられたもので、リヴリアから「ベルディアンココヤシモドキ」とも命名されている。椰子の実に似た巨大な実をつけ、そこから動植物を生み出していたり、行き倒れたものを取り込み手下として利用している。
世界樹の種子から直接大地に芽吹いた存在で、周囲を結界で閉ざし結界の中を一つの世界とした。この結界は入る事はできるが出る事はできず、植物が繁茂したいと願う一方的な意思を押し付けるのみで交渉が成立しないため、一刻を争うリュース達に焼き滅ぼされた。
マーティ
ベルディア王国の首席宮廷魔術師。騎士王の命令を受け、妖魔と猛虎の部族による帝都ドートン侵攻に対し「獣の牙」へ援軍を要請するため、リュースをフィンガルへ転送させる。リュース転送後に騎士王への不満と不穏な発言を漏らす。
傭兵伝説では、カストゥール人たちに協力して魔術師によるクリスタニアの支配を謀り、魔力の塔建造に力を貸す。

### 傭兵伝説から
ジェイナス
古代カストゥール王国時代、クリスタニアの存在に気付き征服を目論んだ魔術師の軍勢の一人。封印から解放された魔術師たちがクリスタニア征服を再開すべく、猛虎の部族と結託して「魔力の塔」の建造を目論んだ際、ジェイナスは同胞を裏切り「魔力の塔建造の書」などを持ち逃げし、獣の牙に保護を求めた。しかし本心では、神獣の民（カストゥール人の視点では蛮族）との共存など考えていなかった。
メルハイト
ベルディアの女性魔術師。妖魔や猛虎の部族と決別したことで勢力が弱まった暗黒の民の将来を危惧しているという点でアスファと想いを同じにしながらも、神獣の民との共存には懐疑心を拭えず、マーティの側に与した。
アウレリア、エミリア
ジェイナス所有のホムンクルス（人造人間）。当初は自分の意思を持たなかったが、アウレリアはジェイナスと神獣の民との仲立ちをするうちに感情を発露させることになる。
リプレイ版ではミーファ、レット、リタの3人。彼女らの性格はほとんどアイドルのおっかけのそれである。
イムェル
猛虎の部族の戦士。獣の牙の捕虜になっていた部族の勇者バウザを救出するため砦に潜入するが、工作の過程で自分自身の居場所を次々と失っていき、最後に残ったのはリュースへの復讐だけとなって、幾度もリュースを付け狙う。

### 秘境伝説から
ロックイーターの族長
断崖の大山羊サータリアに従う亜人ロックイーターの族長。魔神獣の声を聞き、ロックイーター達と共にその従者となる。
マーファの高司祭
魔神獣の声を聞き、その従者となる。

### その他
ケルナー王
皇帝戦争終了時点の「銀狼の部族」の族長。
ローフ首長
皇帝戦争終了時点の「大蛇の部族」の族長。
太守ジェンス
皇帝戦争終了時点の「双面の部族」の族長。
古老フェイナー
皇帝戦争終了時点の「孤高の部族」の族長。
ダルシス武王
皇帝戦争終了時点の「牙の部族」の族長。
サリスカ首長
皇帝戦争終了時点の「蹄の部族」の族長。
リチャド国王
皇帝戦争終了時点の「鬣の部族」の族長。
ティラーナ王女
皇帝戦争終了時点の「枝角の部族」の族長。
ナッシェズ族長
皇帝戦争終了時点の「影の部族」の族長。

## レジェンド・オブ・クリスタニア〜はじまりの冒険者たち〜（ラジオ）
1993年10月11日に文化放送で始まり、ラジオ番組中で放送されたドラマ。CDシネマとして全5巻に編集され発売された。
- パーソナリティ:石田彰 乾和代
- 音楽：大島ミチル

### 主題歌
オープニング『はじまりの予感』
作詞：安藤芳彦、作・編曲：奥慶一、歌：乾和代
エンディング『導かれて…』
作詞：芹沢類、作曲：山本健司、編曲：奥慶一、歌：乾和代

### キャスト
- レードン（声：石田彰）
- ナーセル（声：関俊彦）
- アデリシア（声：弥生みつき）
- クイルド（声：西村智博）
- オーヴィル（声：矢尾一樹）
- ライファン（声：大谷育江）
- リオ（声：冬馬由美）
- ハーヴェン（声：沢木郁也）
- メイラ（声：土井美加）
- サイア（声：荒木香恵）
- ブライアン（声：西村知道）
- ラッセル（声：鈴置洋孝）
- ルドル（声：関智一）
- マティス（声：目黒裕一）
- グリヴ（声：沢木郁也）
- オルドガ（声：有本欽隆）
- ボークス（声：松本保典）
- ジェノバ（声：緒方恵美）
- シェール（声：玉川紗己子）
- ローム（声：速水奨）
- オルゲンス（声：巻島直樹）
- ランデル（声：風間信彦）
- フーズィー（声：土井美加）

## はじまりの冒険者たち レジェンド・オブ・クリスタニア（映画）
1995年7月29日に日本で公開されたアニメーション映画。上映時間は80分。『角川アニメ・フェスティバル』と題し、『スレイヤーズ』との同時上映。なお、ラジオドラマとは一部のキャストが異なっている。

### キャスト（映画）
- レードン（声：緑川光）
- ナーセル（声：関俊彦）
- アデリシア（声：弥生みつき）
- クイルド（声：立木文彦）
- オーヴィル（声：矢尾一樹）
- ライファン（声：西村ちなみ）
- リオ（声：冬馬由美）
- ハーヴェン（声：銀河万丈）
- ボークス（声：松本保典）
- ジェノバ（声：緒方恵美）
- ピロテース（声：玉川紗己子）
- バルバス（声：小林清志）
- アシュラム（声：神谷明）
- ムーハ（声：佐藤正治）
- ガルディ（声：掛川裕彦）
- フレスト（声：江川央生）

### スタッフ（映画）
- 原作 - 水野良
- 監督 - 中村隆太郎
- 実写版監督 - 河崎実
- 企画 - 田宮武
- プロデューサー - 横山和夫
- キャラクター原案 - 宝谷幸稔
- 神獣キャラクター原案 - 佐藤肇
- キャラクターデザイン・総作画監督 - 松田勝巳
- 作画監督 - 清水保行、水村良男、宮沢康紀
- 美術監督 - 大野広司
- 撮影監督 - 森下成一
- 色彩設計 - 大武恭子
- 編集 - 瀬山武司
- 音楽 - 大島ミチル、佐橋俊彦
- 音響監督 - 三間雅文
- 制作プロデューサー - 浅利義美
- アニメーション制作 - トライアングルスタッフ
- 製作 - クリスタニア製作委員会（角川書店、丸紅、ビクターエンタテインメント、テレビ東京）
- 配給 - 東映

### 主題歌（映画）
オープニングテーマ「遙かな祈り」
作詞 - 芹沢類 / 作曲 - 菅野よう子 / 編曲 - 根岸貴幸 / 歌 - 三重野瞳
エンディングテーマ「光の地図」
作詞 - 芹沢類 / 作曲 - 富山光弘 / 編曲 - 根岸貴幸 / 歌 - 三重野瞳
挿入歌「Save My Love」
作詞 - 芹沢類 / 作曲 - 松原みき / 編曲 - 根岸貴幸 / 歌 - 下成佐登子
- クライマックスシーンに流れる曲

## レジェンド・オブ・クリスタニア（OVA）
1996年発売。映画版の続編にして完結編。比較的原作（はじまりの冒険者たち）に忠実な内容だった映画版とは違い、神王伝説（神王の復活）や封印伝説（封印されたアデリシアと竜王アルゴスの解放）の要素を元にしつつもレードンを主人公としたアニメ独自のストーリーとなった。原作では全ての神獣が総がかりで戦いを挑んでようやく倒せたアルゴスが、復活した神王バルバスの絶大な力の前に簡単に殺され、全てを超越する力を取り戻したバルバスが神獣たちを次々に殺し始めるなど、原作とはかなり違う大胆なアレンジとなっている。

### スタッフ（OVA）
- 原作 - 水野良
- 監督 - 中村隆太郎
- 脚本 - 遠藤明範
- キャラクター原案 - 宝谷幸稔
- 神獣キャラクター原案 - 佐藤肇
- キャラクターデザイン - 松田勝巳
- 美術監督 - 金子英俊
- 設定 - 宮沢康紀
- 色彩設計 - 大武恭子
- 撮影監督 - 池上元秋（第1巻、第2巻）、宇津畑隆（第3巻）
- 編集 - 瀬山武司
- 音楽 - 大島ミチル、佐橋俊彦
- 音響監督 - 三間雅文
- 制作プロデューサー - 浅利義美（第1巻）、大橋浩一郎（第2巻、第3巻）
- プロデューサー - 横山和夫
- アニメーション制作 - トライアングルスタッフ
- 製作 - クリスタニア製作委員会（角川書店、丸紅、ビクターエンタテインメント、テレビ東京）

### 主題歌（OVA）
オープニングテーマ「はじまりの冒険者たち 〜光の地図〜」
作詞 - 芹沢類 / 作曲 - 富山光弘 / 編曲 - 根岸貴幸 / 歌 - 三重野瞳
エンディングテーマ「Save My Love」
作詞 - 芹沢類 / 作曲 - 松原みき / 編曲 - 根岸貴幸 / 歌 - 下成佐登子
- 映画版の挿入歌（クライマックスシーン）

### 各巻リスト
| 巻数  | サブタイトル     | 演出       | 作画監督 |
| ----- | ---------------- | ---------- | -------- |
| 第1巻 | 封印の洞窟       | 渡辺健一郎 | 渡辺明夫 |
| 第2巻 | 神王復活         | 浅見隆司   | 清水保行 |
| 第3巻 | 新たなるはじまり |            | 松田勝巳 |

## 作品リスト
グループSNE公式サイト内の作品リストも参照

### 小説
原案：水野良 / 電撃文庫（メディアワークス）

#### 長編
- 漂流伝説クリスタニア 1 （1993年6月 / 著：水野良 / 絵：うるし原智志）
  - 1巻及び2巻の前半はコンプRPGで連載されたものを大幅に加筆訂正したものだが、何故か1巻のイラストが1枚だけ同じ構図で描き直されている。
- 漂流伝説クリスタニア 2 （1993年12月 / 同上）
- 漂流伝説クリスタニア 3 （1994年12月 / 同上）
- 漂流伝説クリスタニア 4 （1996年2月 / 同上）
- はじまりの冒険者たち レジェンド・オブ・クリスタニア （1995年7月 / 著：河添省吾 / 口絵：宝谷幸稔 / イラスト：牧野円）
- 神王伝説クリスタニア 上 （1996年1月 / 著：白井英）
- 神王伝説クリスタニア 下 （1996年6月 / 著：白井英）
- 英雄伝説クリスタニア 赤き剣の戦士 （1997年11月 / 著：河添省吾 / 絵：末弥純）
- 蟻帝伝説クリスタニア （1998年8月 / 著：白井英 / 絵：末弥純）
- 黄金伝説クリスタニア （1999年4月 / 著：栗原聡志 / 絵：末弥純）
- 封印伝説クリスタニア （2000年8月 / 著：栗原聡志 / 絵：末弥純）
- 暗黒伝説クリスタニア （2000年12月 / 著：白井英 / 絵：末弥純）
- 傭兵伝説クリスタニア 異界の決戦 （2002年3月 / 著：白井英 / 絵：末弥純）

#### 短編
- クリスタニア 封印伝説序章 （1995年8月 / 著：水野良、佐藤七海、川添省吾、白井英 / 絵：恩田尚之）
- クリスタニア 傭兵伝説序章 （1997年4月 / 著：水野良、川添省吾、白井英、栗原聡志 / 絵：川元利浩）
- 傭兵伝説クリスタニア 暗雲の予兆 （2001年3月 / 著：川添省吾、白井英、栗原聡志 / 絵：末弥純）
- 傭兵伝説クリスタニア 過去からの来訪者 （2001年6月 / 著：栗原聡志、白井英、川添省吾、白井英 / 絵：末弥純）

### リプレイ
著：水野良とグループSNE / メディアワークス
RPGリプレイ 漂流伝説クリスタニア （1995年6月 / 絵：宝谷幸稔 / 電撃ゲーム文庫）
連載はコンプティーク1989年11月号 - 1990年11月号。連載時のイラストは、うるし原智志。
RPGリプレイ 蟻帝伝説クリスタニア （1997年3月 / 絵：うるし原智志 / 電撃ゲーム文庫）
巻末には特別付録としてフォーレスル地方とラブラドル地方を解説するナーセルの「クリタニア博物誌」が掲載。
連載はコンプティーク1991年1月号 - 1992年2月号。
RPGリプレイ 黄金伝説クリスタニア （1998年3月 / 絵：うるし原智志 / 電撃文庫）
連載はコンプティーク1992年4月号 - 1993年4月号。
RPGリプレイ 封印伝説クリスタニア （1994年7月 / 絵：宝谷幸稔 / 電撃ゲーム文庫）
連載は電撃王1993年4月号 - 1994年3月号。
RPGリプレイ 暗黒伝説クリスタニア （1996年12月 / 絵：宝谷幸稔 / 電撃ゲーム文庫）
連載は電撃王1994年5月号 - 1995年4月号。
RPGリプレイ 傭兵伝説クリスタニア 上 （1998年5月 / 絵：末弥純 / 電撃文庫）
RPGリプレイ 傭兵伝説クリスタニア 下 （1998年6月 / 絵：末弥純 / 電撃文庫）
連載は電撃王1995年6月号 - 1996年11月号。連載時のイラストは、宝谷幸稔。
RPGリプレイ 秘境伝説クリスタニア （1998年10月 / 絵：末弥純 / 電撃文庫）
連載は電撃王1997年2月号 - 1998年1月号。連載時のイラストは、亀井格。

### ルールブック
コンプコレクション9 クリスタニアコンパニオン （著：水野良とグループSNE / うるし原智志、中野豪、山田啓司）
連載版漂流伝説リプレイの挿絵の一部が収録されている（文庫版リプレイでは絵師が変更されている）。
クリスタニアRPG
ルールブック、ワールドガイドブック、データブックの3冊を1つのボックスに収めた仕様となっている。ワールドガイドブックには長編のキャンペーンシナリオが掲載されており、瑠璃色の尾長燕リュティークの誕生が描かれている（データ自体は本セットには未収録で、『秘境伝説』リプレイの巻末にて収録されるまで長く謎とされていた）。
ブッキングTRPGシリーズクリスタニアRPG
クリスタニアRPGの3冊を1冊にまとめた復刻版。『秘境伝説』に収録された南クリスタニアの神獣らを始めとした追加データの類は収録されていない。

### サプリメント
クリスタニアRPGマスタースクリーン
クリスタニア 完全ガイドブック ISBN 4-8402-1352-6
現時点でもっとも後に発売されたクリスタニア関連の書籍（ルールブック再版は除く）。小説・リプレイなどに登場したキャラクターたちを網羅している。

### コミック
著者は姫川明。
- レジェンド・オブ・クリスタニア はじまりの冒険者たち 1
- レジェンド・オブ・クリスタニア はじまりの冒険者たち 2
- レジェンド・オブ・クリスタニア はじまりの冒険者たち 3

### 映画関連
- 映画パンフレットはじまりの冒険者たち レジェンド・オブ・クリスタニア 東映
- VHSビデオはじまりの冒険者たち レジェンド・オブ・クリスタニア
- シングルCDはじまりの冒険者たち レジェンド・オブ・クリスタニア
- サントラはじまりの冒険者たち レジェンド・オブ・クリスタニア

### ムック
NEWTYPE 100% COLLECTION 26レジェンド・オブ・クリスタニア 「ロードス島戦記」〜「はじまりの冒険者たち」
電撃ムックシリーズ THE MOVIE はじまりの冒険者たち メディアワークス
未完のまま終了した、うるし原智志のコミック版「神王伝説」が収録されている。

### ドラマCD
ビクターエンタテインメントより発売。ラジオドラマの再編集版、及び出演声優をプレイヤーとして行われたクリスタニアRPGのリプレイ（GMは水野良）。
- レジェンド・オブ・クリスタニア はじまりの冒険者たち CDシネマ1 神の城壁
- レジェンド・オブ・クリスタニア はじまりの冒険者たち CDシネマ2 異邦の民
- レジェンド・オブ・クリスタニア はじまりの冒険者たち CDシネマ3 邂逅の森
- レジェンド・オブ・クリスタニア はじまりの冒険者たち CDシネマ4 逃走の大地
- レジェンド・オブ・クリスタニア はじまりの冒険者たち CDシネマ5 新しき絆
- レジェンド・オブ・クリスタニア CDシネマスペシャル 神王降臨
- レジェンド・オブ・クリスタニア はじまりの冒険者たち TRPGサウンドリプレイ完璧版

オープニングテーマ 『はじまりの予感』 歌：乾和代

エンディングテーマ 『導かれて…』 歌：乾和代

### コンピュータゲームソフト
PC-9800シリーズ用ソフトとしてシステムソフトが発売。
- 神王伝説クリスタニア
- 神王伝説クリスタニア パワーアップキット（上記ソフトの補填ソフト）
- 神王伝説クリスタニアDX（上記２ソフトの同梱版）

### その他関連作品
- 黒衣の騎士（1995年7月/カドカワノベルズ、後に角川スニーカー文庫で再版）
- ソードワールドシリーズ
- ロードス島戦記シリーズ